# San Diego Chalcatepehuacán
San Diego Chalcatepehuacán är en ort i Mexiko, tillhörande kommunen Ayapango i delstaten Mexiko, i den centrala delen av landet. Orten hade 562 invånare vid folkräkningen 2010.